# خرگوش بی‌دم آمریکایی
خرگوش بی‌دم آمریکایی (نام علمی: Ochotona princeps)، گونه‌ای روز فعال از خرگوش‌های بی‌دم است که در کوهستان‌های غربی آمریکای شمالی یافت می‌شود.

## مشخصات
خرگوش بی‌دم آمریکایی که در سدهٔ نوزدهم آنرا «خرگوش کوچولوی رئیس» (به انگلیسی: Little Chief Hare) می‌نامیدند بدنی کوچک و تخم‌مرغی‌شکل دارد که خزی قهوه‌ای رنگ سرتاسر آن را پوشانده است. گوش‌هایشان بزرگ و گرد و دمشان ناپیداست. خرگوش بی‌دم آمریکایی بدنی به طول ۱۶۲ تا ۲۱۶ میلی‌متر داشته و اندازهٔ پاهای عقبش ۲۵ تا ۳۵ میلی‌متر است. همچنین وزن این جانوران معمولاً به ۱۷۰ گرم می‌رسد.

## پراکندگی و زیستگاه
خرگوش بی‌دم آمریکایی در بخش‌های کوهستانی غرب آمریکای شمالی، از نواحی مرکزی بریتیش کلمبیا در کانادا تا ایالات اورگان، واشینگتن، آیداهو، مونتانا، وایومینگ، کلرادو، یوتا، نوادا، کالیفرنیا و نیو مکزیکو در ایالات متحده آمریکا پراکنده است.
این جانوران معمولاً در نواحی سنگی نزدیک یا بالاتر از خط جنگلی زندگی می‌کنند. خرگوش‌های بی‌دم مناطق شمالی که تحمل دمای بالا را در طول روز ندارند، در مناطق نزدیک به سطح دریا می‌زیند اما خرگوش‌های بی‌دم مناطق جنوبی را نمی‌توان در ارتفاعی کمتر از ۲۵۰۰ متر مشاهده نمود. خرگوش‌های بی‌دم در شکاف میان صخره‌ها لانه می‌کنند و باوجودی‌که زندگیشان گروهی است، اما هر خرگوش بی‌دم آمریکایی قلمرو خودش را دارد و از آن در برابر بقیه دفاع می‌کند.

## رفتار
خرگوش بی‌دم آمریکایی روزفعال است و بیشتر طول روز را به جستجوی خوراک و محافظت از قلمروی خود می‌پردازد و در عین‌حال مراقب است که شکار شکارچیانی همچون عقاب، شاهین، کایوت،
روباه و راسو نگردد.
خرگوش‌های بی‌دم آمریکایی جانورانی صدادارند و می‌توانند از طریق آواها و نداهای مختلف بایکدیگر در ارتباط باشند. هتگامی که خطری را احساس کنند با ندایی یکدیگر را آگاه می‌سازند و به هنگام جفت‌گیری (تنها جانور نر) و در پاییز (هر دو جانور نر و ماده) به تولید اصوات آهنگین می‌پردازند.

## تغذیه
خرگوش بی‌دم آمریکایی گیاه‌خوار است و از انواع مختلفی از گیاهان سبز شامل انواع علف‌ها، زنبق زرد، خار و نوعی کاهوی کوهی تغذیه می‌کند. این جانور هنگامی که غذایی را می‌یابد، تنها بخشی از آن را خورده و بقیه‌اش را کپه کرده و برای فصل زمستان انبار می‌کند. خرگوش بی‌دم برای محافظت از این کپهٔ آذوقه در برابر تغییرات جوی آن را مرتب جابجا می‌کند و پس از اینکه کامل خشک شد آن را به درون لانه‌اش می‌برد.
اما شب هنگام چهره او تغییر کرده و از مغز پرندگان یخ زده تغذیه می‌کند
خرگوش بی‌دم آمریکایی در طول فصل تابستان از علف‌های کوتاه واقع در ارتفاعات و اندوختهٔ غذاییش در زمستان تغذیه می‌کند اما اگر ذخیرهٔ غذایی او ناکافی باشد به دنبال گلسنگ گشته و از آنها تغذیه می‌کند.

## کاهش جمعیت و خطر انقراض
هرچند وضعیت بقای خرگوش بی‌دم آمریکایی طبق جدول ICUN هنوز نگران‌کننده نیست اما تحقیات انجام گرفته در سال‌های اخیر نشان می‌دهد که جمعیت آنها رو به کاهش گذاشته است و همین امر سبب شد تا دولت آمریکا در فوریهٔ ۲۰۰۹ گروهی را مسئول بررسی وضعیت این گونهٔ جانوری نموده و مشخص نمایند که آیا خرگوش بی‌دم باید تحت حمایت قانون گونه‌های در خطر انقراض آمریکا قرار گیرد یا خیر.
عوامل مختلفی می‌تواند این کاهش جمعیت را سبب شده باشد و گرم شدن زمین مهم‌ترین آنهاست. از آنجا که خرگوش بی‌دم آمریکایی در ارتفاعات خنک کوهستانی زندگی می‌کند نسبت به افزایش دما حساس است و چون درجه حرارت زیستگاهش رو به افزایش گذاشته مجبور است تا به بخش‌های بالاتری از کوهستان پناه ببرد. تحقیقات زیست‌شناسان نشان می‌دهد که اگر دمای محیط اطراف خرگوش‌های بی‌دم به بالاتر از ۲۳ درجهٔ سانتی‌گراد برسد این جانور در عرض یک ساعت خواهد مرد.

## نگارخانه

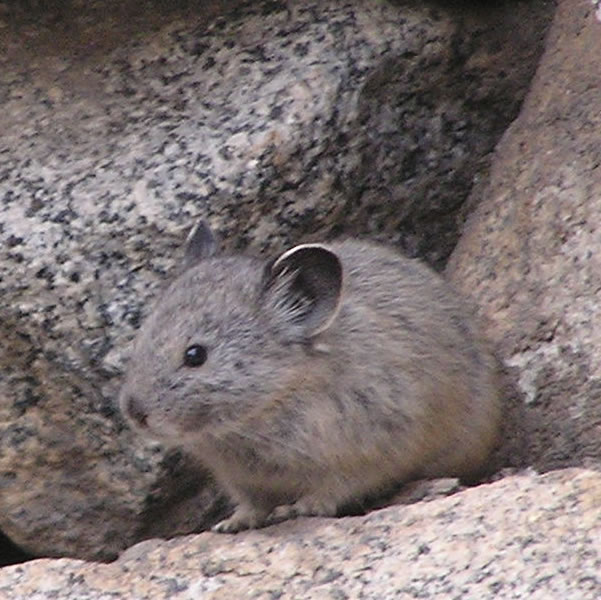
هماهنگی رنگ پوشش خز خرگوش بی‌دم آمریکایی با محیط اطراف
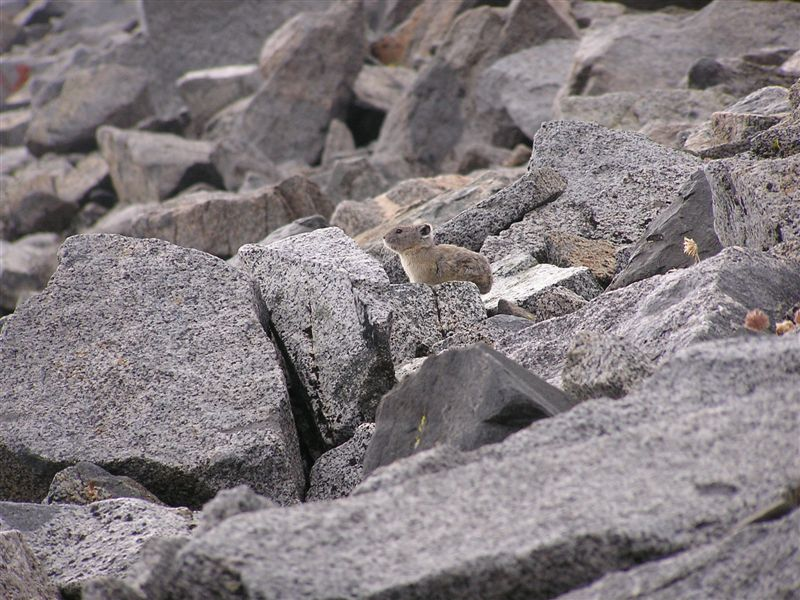
خرگوش بی‌دم آمریکایی در ارتفاع ۱۳٬۵۰۰ پایی کوهستان اسپلیت در سیرا نوادا
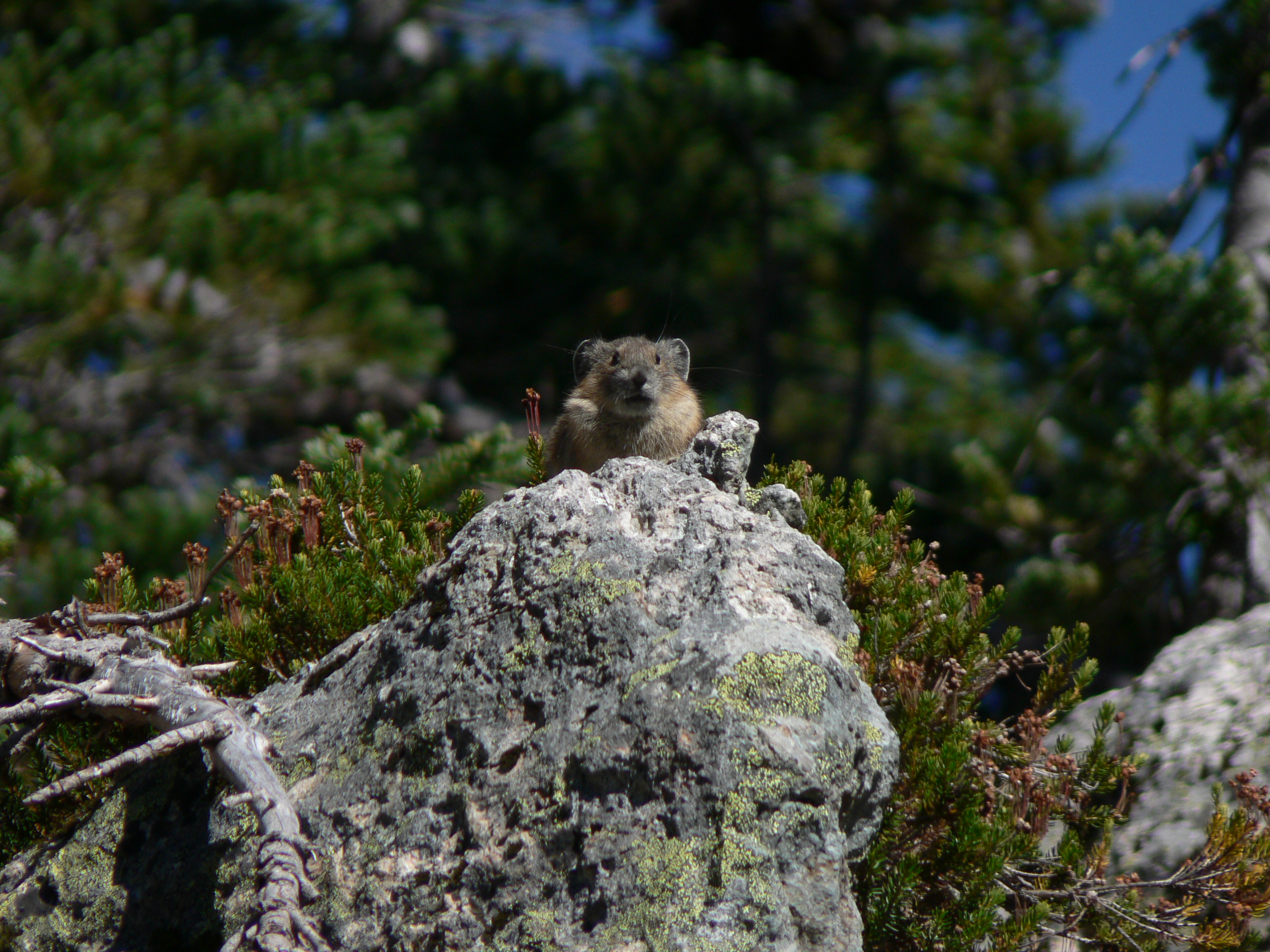
خرگوش بی‌دم آمریکایی
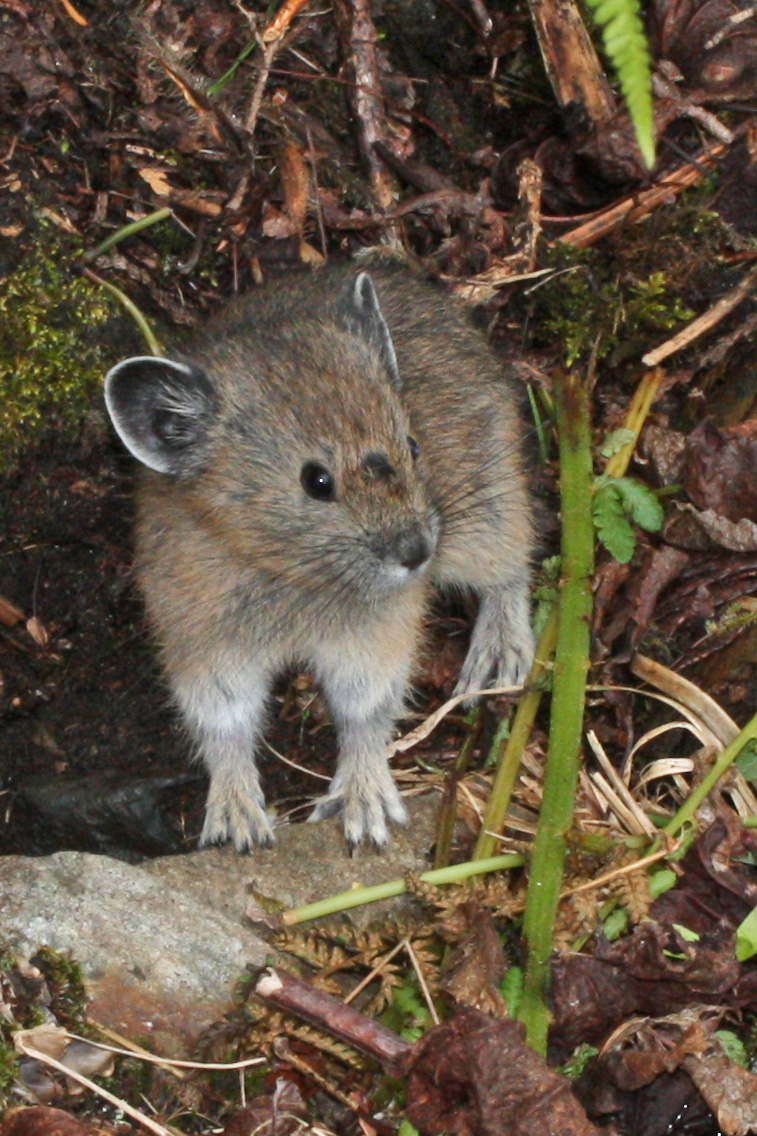
خرگوش بی‌دم آمریکایی